# Mount Cap
Der Mount Cap oder Cap Mountain ist mit 1570 m die höchste Erhebung der Franklin Mountains in den kanadischen Northwest Territories.
Er liegt im Süden der Franklin Mountains östlich des Mackenzie River.
Nach dem Berg ist die Mount Cap Formation benannt, eine geologische Einheit, die sich von den Franklin Mountains um den Mount Cap bis in die westlich gelegenen Mackenzie Mountains erstreckt.